# Hohnhorst
Hohnhorst er en by og kommune i det nordvestlige Tyskland med godt 2.050 indbyggere (2013)[kilde mangler], beliggende i Samtgemeinde Nenndorf i den nordøstlige del af Landkreis Schaumburg. Denne landkreis ligger i delstaten Niedersachsen.

## Geografi
Hohnhorst er beliggende mellem Mittellandkanal og Haster Wald mod nord samt Bad Nenndorf ved Deister mod syd. Kommunen er et landbrugsområde, og gennemløbes af vandløbene Haster Bach, Osterriehe, Büntegraben og Rodenberger Aue. Jernbanen Hannover-Minden går igennem kommunen, og dermed S-Bahn Hannover-strækningen Haste-Bad Nenndorf-Weetzen-Hannover.
I kommunen ligger:
- Hohnhorst (med bydelen Scheller): 930 indbyggere[kilde mangler]
- Ohndorf (med Bradtmühle): 377 indbyggere[kilde mangler]
- Rehren, hertil hører Rehrener Mühle samt bebyggelserne Rehrwiehe og Nordbruch, i alt: 758 indbyggere[kilde mangler].